# 마투리

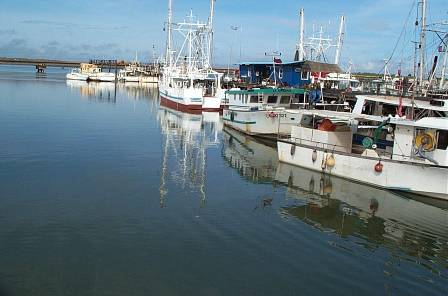
마투리

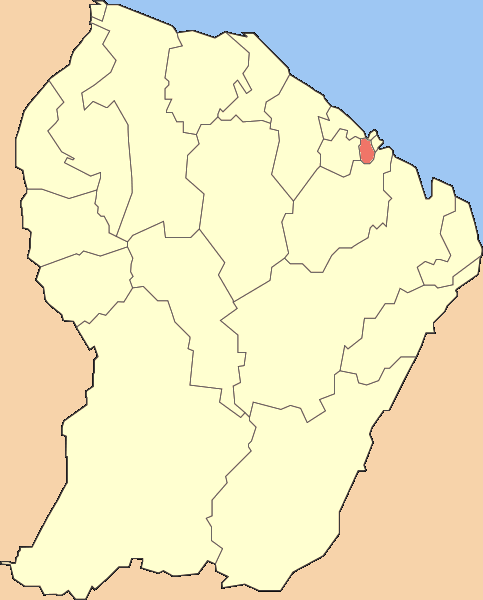
마투리의 위치

마투리(프랑스어: Matoury)는 남아메리카에 위치한 프랑스의 해외 레지옹인 프랑스령 기아나의 도시로 면적은 137.19km2, 인구는 29,712명(2012년 기준), 인구 밀도는 220명/km2이다. 카옌 교외의 남쪽에 위치한다. 카옌로 샹부 공항이 이 곳에 들어서 있다.

## 인구
| 연도                              | 인구   | ±% p.a. |
| --------------------------------- | ------ | ------- |
| 1961                              | 517    | —       |
| 1967                              | 567    | +1.55%  |
| 1974                              | 1,133  | +10.40% |
| 1982                              | 2,532  | +10.57% |
| 1990                              | 10,152 | +18.96% |
| 1999                              | 18,032 | +6.59%  |
| 2007                              | 24,893 | +4.11%  |
| 2012                              | 29,712 | +3.60%  |
| 2017                              | 31,956 | +1.47%  |
| 출처: SPLAF and INSEE (1967-2017) |        |         |

## 같이 보기
- 프랑스령 기아나의 코뮌 목록